# HMS Rattlesnake (J297)
«Реттлснейк» (англ. HMS Rattlesnake (J297) — військовий корабель, тральщик типу «Алджерін» Королівського військово-морського флоту Великої Британії часів Другої світової війни.
Корабель брав участь у бойових діях на морі в Другій світовій війні, бився в Атлантиці, в Арктиці, супроводжував конвої.

## Історія створення
Тральщик «Реттлснейк» був закладений 5 червня 1942 року на верфі компанії Lobnitz & Co. у Ренфрю. 23 лютого 1943 року він був спущений на воду, а 23 червня 1943 року увійшов до складу Королівських ВМС Великої Британії.

## Історія служби
Наприкінці березня 1944 року «Реттлснейк» супроводжував конвой JW 58 з 47 транспортних та вантажних суден до берегів Радянського Союзу.